# Chim sâu ria
Chim sâu ria (danh pháp hai phần: Dicaeum proprium) là một loài chim lá thuộc chi Dicaeum trong họ Chim sâu. Nó là loài đặc hữu của đảo Mindanao ở Philippines. Môi trường sống tự nhiên của nó là rừng núi cận nhiệt đới hoặc nhiệt đới ẩm. Nó đang trở nên hiếm do mất nơi sống.